# SK Hynix
SK Hynix è un fornitore di memoria DRAM e flash sudcoreano. È il secondo più grande produttore al mondo di chip per memorie dopo Samsung Electronics, ed è la sesta azienda più grande al mondo di semiconduttori.
Nata come Hyundai Electronic Industrial Co. Ltd. nel 1983, meglio conosciuta come Hyundai Electronics, la società ha siti di produzione in Corea, Stati Uniti, Cina e Taiwan.
Nel 2012, quando SK Telecom ne diventa il maggior azionista, Hynix si fuse con il gruppo SK, per formare il terzo più grande conglomerato della Corea del Sud. La società è quotata inoltre alla Borsa di Corea, mentre le azioni di Global Depository sono quotate invece alla Borsa di Lussemburgo.